# 西川英夫
西川 英夫（にしかわ ひでお、1911年11月22日- 2000年11月12日 ）は、日本の経営者、不動産鑑定士。東京建物社長、会長を務めた。

## 来歴・人物
大阪府出身。1934年に京都帝国大学法学部を卒業し、同年に東京建物に入社した。1957年8月に取締役に就任し、1961年1月に常務、1972年8月に専務を経て、1975年6月に社長に就任。1979年3月に会長に就任し、1989年3月には取締役相談役に就任。
1980年11月に藍綬褒章を受章し、1985年11月に勲三等瑞宝章を受章。
2000年11月12日、脳梗塞のために死去。88歳没。